# Isola di Ponza
Ponza è un'isola situata nel mar Mar Tirreno centrale, davanti al Golfo di Gaeta a 21 miglia nautiche a sud di San Felice Circeo. È la maggiore isola per estensione dell'arcipelago delle isole Ponziane, di cui fanno parte anche Gavi, Zannone, Palmarola, Ventotene e Santo Stefano. Di esse, soltanto Ponza e Ventotene sono abitate permanentemente.
Appartenente alla provincia di Latina, nel Lazio, in passato ha fatto parte della provincia di Terra di Lavoro.
Si estende dal Faraglione La Guardia, a sud, segnalato dal faro di Punta della Guardia, alla Punta dell'Incenso, a nord-est, e presenta una forma stretta e allungata che ricorda la lettera "i" dell'alfabeto, il cui puntino è rappresentato dall'isola di Gavi. Quest'ultima è separata da Ponza da un braccio di mare di appena 120 metri.

## Geografia
Ponza ha una superficie di 7,5 km² ed è prevalentemente collinare. È sovrastata a nord dal monte Schiavone (157 m), al centro dai monti Core (201 m), Tre Venti (177 m) e Pagliaro (177 m) e raggiunge la massima altitudine con i 280 m del monte Guardia, posto esattamente all'estremità meridionale dell'isola.

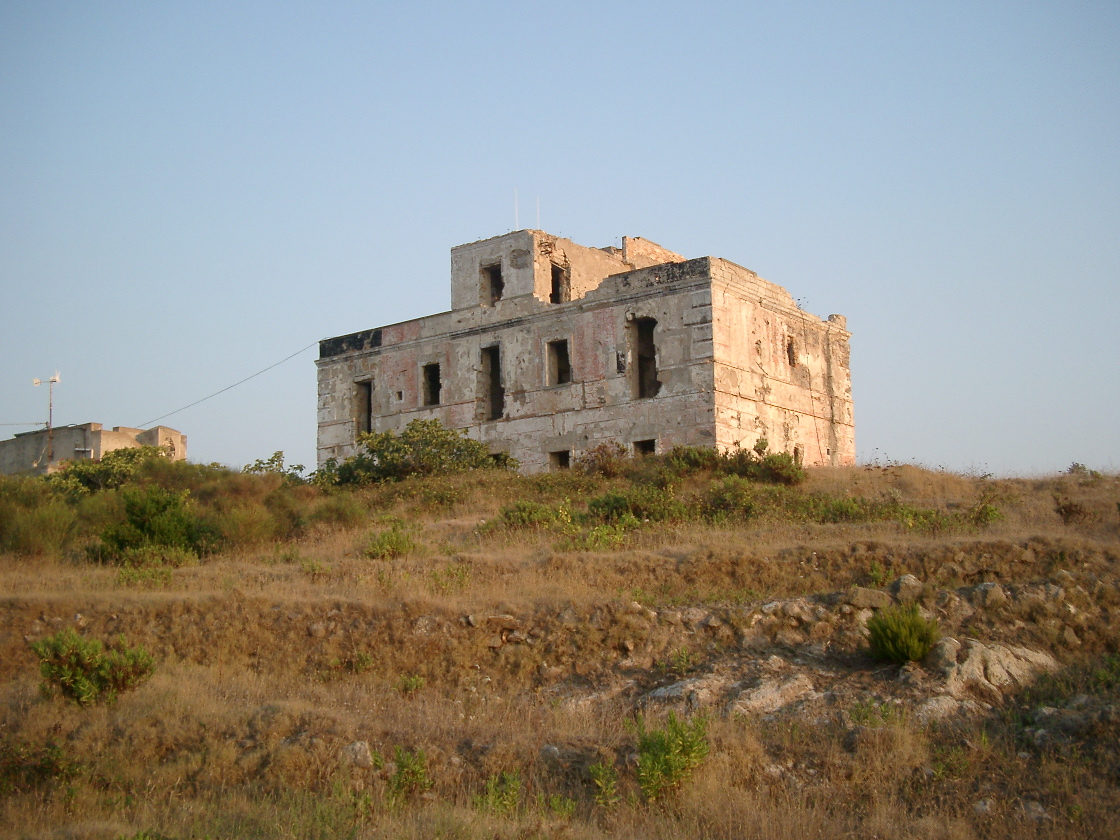
Il Semaforo, sul monte Guardia, è il punto più alto dell'isola.

Per una lunghezza di 25 km si estendono le sue coste frastagliate e per lo più rocciose, composte da caolino e tufi, a dimostrazione, (insieme ai numerosi crateri vulcanici spenti ma tutt'oggi riconoscibili) dell'origine vulcanica dell'isola. L'unica costa ad essere bassa è quella dell'insenatura in cui sorgono il porto di Sant'Antonio, Giancos e Santa Maria, poiché derivata da un lungo processo di accumulo di detriti di natura torrentizia, che hanno dato origine all'attuale valle fertile.
Tutte le spiagge sono caratterizzate da ghiaia e sassi, dovuti all'erosione da parte del vento e del mare delle pareti rocciose in cui si sviluppano. L'unica a presentare anche un misto di sabbia fina è la celebre spiaggia di Chiaia di Luna (sud-ovest), circondata da un'ampia scogliera a picco sul mare. Essa viene prediletta ogni anno da migliaia di turisti e appassionati subacquei per la numerosa presenza di grotte sottomarine e di scogliere, collocate anche nel resto dell'isola.
Famosi sono anche la Scogliera e i Faraglioni di Lucia Rosa, che prendono il nome dalla protagonista di una tragedia realmente accaduta nel XIX secolo. Lucia Rosa era una giovane donna di diciannove anni, innamorata di un misero contadino ma impedita a sposarlo per l'opposizione della famiglia: la ragazza, in preda alla disperazione, si suicidò gettandosi dall'alta scogliera, che venne ribattezzata in suo nome dagli abitanti del posto.
La vegetazione è tipicamente mediterranea, con prevalenza di agavi, fichi d'India, ginestre, fillirea, mirto, palma nana, leccio, ginepro, lentisco e oleastro.
La fauna terrestre non è molto ricca, a differenza di quella marina che vede una molteplicità di specie come la verdesca, tracina drago, totano, tonno, tombarello, sugarello, squalo volpe, spigola ecc.
Il clima ha caratteristiche subtropicali mediterranee con moderata escursione, determinata dalla presenza di alta pressione.

## Storia
L'isola di Ponza è popolata fin dal Neolitico, ma i suoi principali centri nacquero sotto la dominazione dei Volsci. Occupata in un primo tempo dai Fenici, che l'adibirono a scalo commerciale, nell'VIII secolo a.C. fu colonizzata dai Greci, cui è attribuibile un ipogeo funerario e, secondo numerosi storici, l'acquedotto di Le Forna. Anche il nome deriverebbe dal greco antico Pòntos, Πόντος o Pontia, Πόντια, ossia «mare».
Ponza e l'arcipelago passarono colonia romana nel 312 a.C. quando la ormai fiorente e potente repubblica romana si accordò con i Volsci creando una colonia alleata. I romani avevano intuito non solo l'importanza strategica ma anche quella economica dell'arcipelago. L'isola infatti nel 209 a. C. durante la seconda guerra punica fu una delle 18 colonie su 30 che fornì navi, uomini e ricchezze per sostenere Roma nel conflitto. Questo non vuol dire che Ponza godesse allora della civitas optimo iure (piena cittadinanza romana), ma il suo atteggiamento le fece ottenere da Roma degli sgravi fiscali fino all'89 a.C. quando a seguito della guerra interna scatenata dai popoli italici contro Roma, divenuti oramai schiavi e non più alleati, anche Ponza acquisiva la piena cittadinanza romana, che la rendeva un punto strategico fondamentale per il controllo del mar Tirreno centrale.
Una volta acquisita la cittadinanza romana, Ponza si sviluppo enormemente diventando una fiorente e popolata cittadina che ospitava numerose e sfarzose ville patrizie. Nonostante la trasformazione in luogo di esilio per illustri personaggi politici, da parte dell'imperatore Augusto, l'isola diventò meta turistica anche per i patrizi romani, che costruirono un'enorme villa con annesso teatro (ancora intuibile seppur sommerso dalle viti) nella zona di punta Madonna, dove sotto sono ancora visibili le grotte di Pilato (che non c'entravano niente con Ponzio Pilato in quanto utilizzate per la pesca).
Vennero costruiti diversi acquedotti (il più grande arriva dalle Forna fino a S. Maria), dighe e numerosi serbatoi idrici (Piscinae Limariae). Questi ultimi di notevoli dimensioni assieme ad alcune piccole fonti di acqua sorgiva, servivano al fabbisogno degli abitanti dell'isola, al rifornimento di navi mercantili e al rifornimento dell'intera flotta romana. Il fabbisogno di acqua fece appunto nascere la necessità di costruire dei serbatoi e alcuni di essi erano di dimensioni notevoli. Ci fu un grande lavoro di ricerca e studio per scegliere la posizione dove costruire questi serbatoi. Molti di questi si trovano nella zona meridionale dell'isola soprattutto per la presenza del porto allora ubicato a S. Maria, ma probabilmente anche perché la conformazione geomorfologica particolarmente ricca di gole con canali più o meno naturali, adatti per la raccolta dell'acqua, avrebbe reso più facile l'insediamento urbano.
Importante fu anche l'opera portuale che venne creata nella zona di S. Maria, l'imboccatura del porto era posizionata dove attualmente vi è la spiaggia, e raggiungeva l'interno fino alla depressione che è racchiusa tra le attuali via Pezza e via Staglio. Oggi l'aspetto della zona è completamente cambiato, infatti i primi monaci presenti sull'isola trovarono in quella zona un enorme bacino idrico chiuso verso il mare da una enorme battigia che probabilmente negli anni è avanzata fino a chiudere la baia. Oggi vi sono invece case, strade, canneti, terreni coltivati e, inseriti nel paesaggio urbano, reperti archeologici. Furono creati due lunghi tunnel (ancora utilizzati dalle macchine) che univano il porto di Santa Maria alle ville, appoggiate alle colline dove adesso è sito il porto nuovo. Quasi tutte queste ville sono state distrutte o usate come materiale edilizio per costruirvi sopra le nuove costruzioni. Fino a qualche anno fa erano ancora visibili, in un negozio di souvenir, il resti di un tempio dedicato al dio Mitra. Nell'Isola non è mai stata fatta alcuna protezione delle rovine romane neanche in tempi recenti.
Sull'isola si sviluppò anche l'attività cantieristica, che godeva della facilità di reperire legname dai rigogliosi boschi di pino e querce presenti nell'arcipelago, purtroppo questo portò alla prima grande deforestazione. Si sviluppò anche un vero e proprio traffico marittimo: infatti sull'isola venivano comprate e vendute ogni genere di mercanzie, e inoltre la popolazione crebbe incredibilmente fino ad arrivare a quasi 20 000 abitanti.
Con il declino dell'impero romano, anche l'interesse verso le isole incominciò ad affievolirsi e l'arcipelago cominciò a vivere di vita propria. Gli ultimi stralci di un'epoca oramai sorpassata, si manifestavano nel possesso di Ventotene, mantenuto per pochi anni ancora dall'imperatore di Oriente; come base logistica avanzata e porto verso l'occidente.
Nel Medioevo rimase un fiorente centro religioso (nel 537 morì nella vicina Palmarola papa Silverio, che tutt'oggi è patrono del Comune di Ponza, festeggiato il 20 giugno) e commerciale, grazie all'opera dei monaci benedettini, i quali eressero l'abbazia di Santa Maria. Ma l'opera dei frati fu pressoché vanificata quando, a partire dal IX secolo, Ponza fu oggetto di feroci razzie da parte dei pirati saraceni.
Solo nel 1202 l'isola tornò all'antica importanza, grazie alla Bolla con cui papa Innocenzo III riaffidò ai frati cistercensi l'abbazia di Santa Maria, la quale nel 1233 venne «incorporata» nella Basilica di Sant'Anastasia al Palatino fuori le mura di Roma.

Nel 1300 le acque di Ponza furono teatro della battaglia navale con cui Ruggero di Lauria, duca di Calabria, sconfisse l'ammiraglio Corrado Doria, al soldo del re di Sicilia Federico III di Aragona. Nel 1322 l'isola passò alle dipendenze dell'abbazia di Fossanova (con la bolla di papa Onorio III). Una nuova battaglia ebbe luogo nel 1435, al momento dell'assedio di Gaeta di quell'anno, quando l'ammiraglio genovese Biagio Assereto, per la casata degli Angioini, sconfisse la flotta di Alfonso I re d'Aragona, che incominciava a nutrire mire di conquista dell'isola. Ma nel 1454 Ponza fu occupata dagli Aragonesi, che scacciarono i monaci cistercensi dall'isola: questi, rifugiatisi a Formia, fondarono la chiesa di Santa Maria di Ponza.

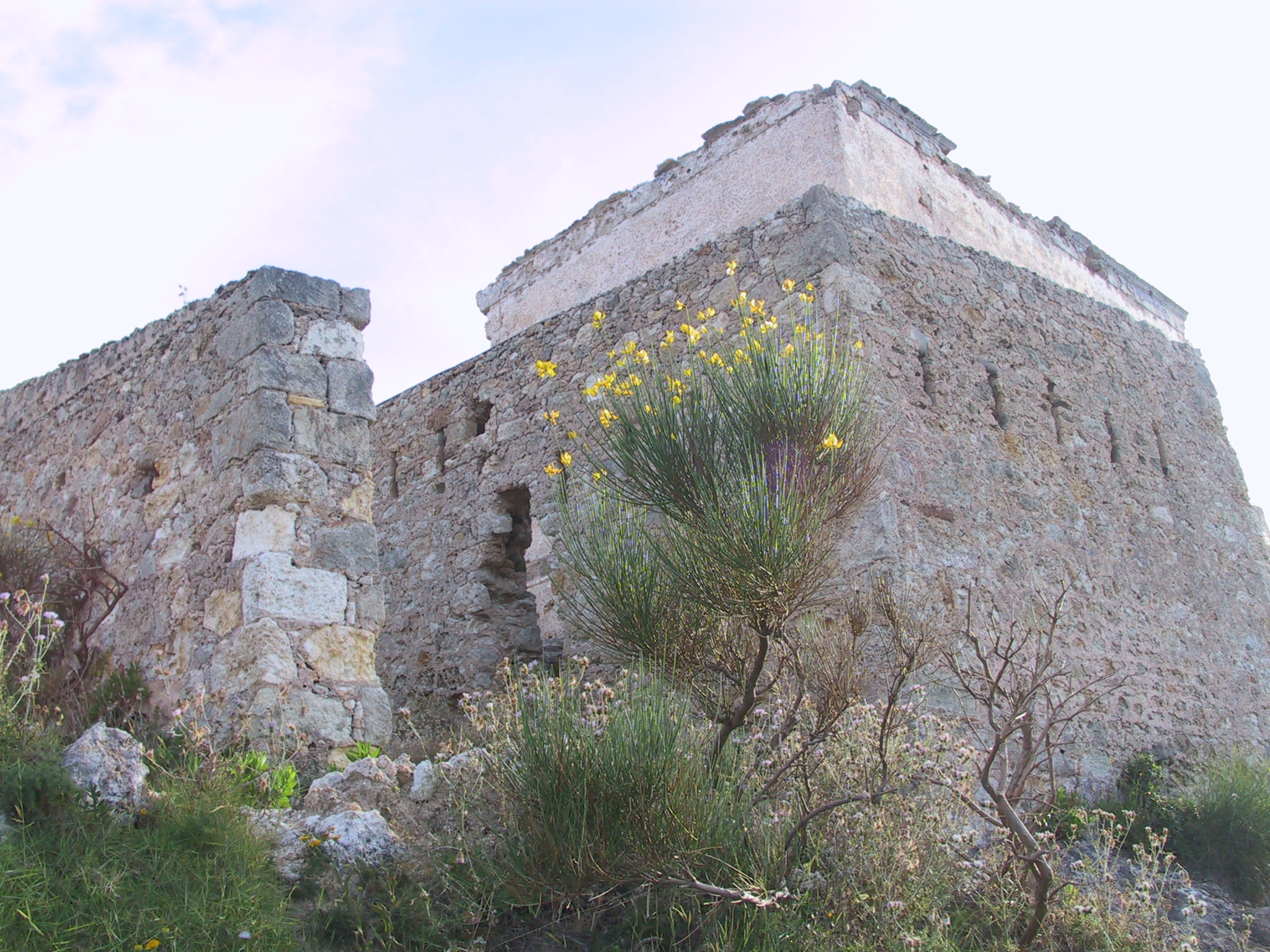
Punta del Papa.

Nel 1542 Carlo V, re di Spagna e imperatore, concesse in feudo l'isola a Pier Luigi Farnese (parente dei Duchi di Parma, che ne erediteranno il titolo su Ponza), con l'obbligo di difenderla dagli attacchi pirateschi, che mai del tutto erano cessati. Dopo che nel 1534 il saraceno Khair-ad-Din (conosciuto come il Pirata Barbarossa) aveva messo a ferro e fuoco l'isola, nel 1552 una nuova incursione, compiuta dal corsaro Dragut, portò morte e distruzione a Ponza. 
Nel 1584, sotto il governo di re Filippo II di Spagna, sovrano di Sicilia, si stabilì che il Papa non aveva nessun diritto su Ponza e le altre isole.
Nel 1655 si verificò un'ulteriore feroce razzia compiuta dai turchi, i quali fecero pure saltare la torre del porto.
Dopo un breve periodo di presidio austriaco, nel 1734 Elisabetta Farnese, madre di Carlo III di Spagna re di Napoli, cedette l'intero arcipelago delle Ponziane al figlio, il quale rese le isole beni privati della corona e ne avviò un'intensa colonizzazione, facendovi pervenire coloni soprattutto da Ischia. Tra i principali obiettivi borbonici vi fu anche la difesa dagli attacchi corsari: nel 1757 una flotta di navi napoletane, cui si erano unite anche galee da guerra maltesi e pontificie, sconfissero presso l'isola di Palmarola un manipolo di navi turche, e da allora l'arcipelago divenne sicuro.

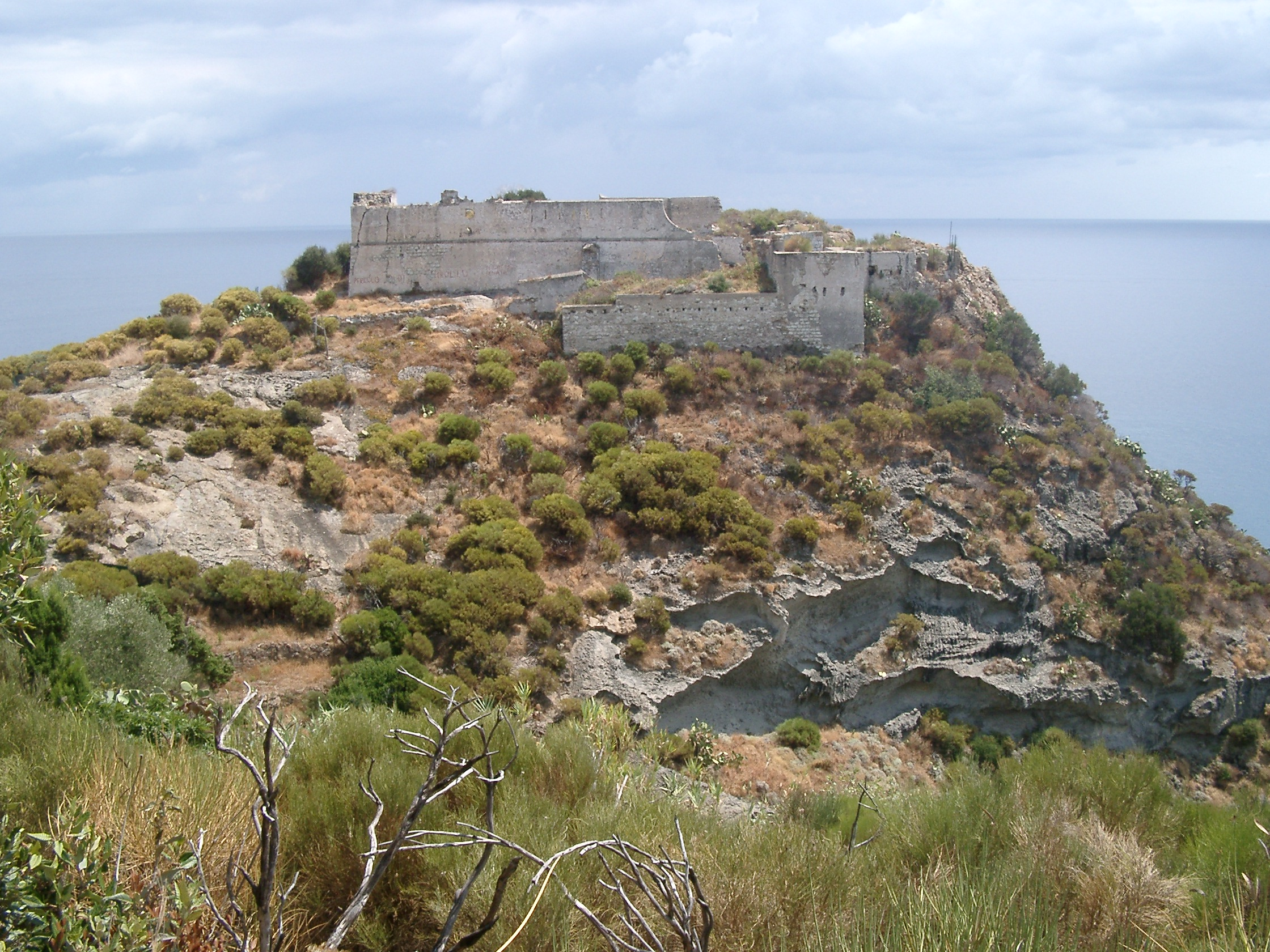
Il fortino di Frontone.

Nel 1768 re Ferdinando IV avviò una fase di miglioramento delle condizioni economiche degli isolani. Inviati tecnici per dirigere i lavori, questi durarono fino al 1793, svolti da alcune centinaia di forzati ergastolani, che poi nel 1795 furono rinchiusi nel nuovo carcere di Ponza. In particolare Ponza fu colonizzata da 52 famiglie ischitane per complessive 130 persone nel XVII secolo dopo esser stata praticamente disabitata per circa 2 secoli per le incursioni saracene. Gli attuali abitanti di Ponza discendono proprio da quelle famiglie ischitane.
In questa seconda fase furono avviate e portate a compimento le opere pubbliche che ancor oggi caratterizzano l'arcipelago: sotto la guida di Antonio Winspeare, Ufficiale del Genio, e dell'ingegnere Francesco Carpi furono realizzati il Porto di Ponza con la caratteristica quinta curvilinea di abitazioni su due livelli stradali, il cimitero, la fortezza, il palazzo degli Uffici (oggi sede del Comune) la chiesa, il Forte Papa alle Forna, l'abitato di Ventotene e il suo piccolo porto, detto Pozzillo dato che le ripide quinte semicircolari (simili a quelle del porto di Ponza) innestate sull'antico Porto romano ben salvaguardato, richiamano le pareti di un pozzo.
A prescindere dalle sensazioni indotte dall'uso, anche l'Ergastolo di Santo Stefano, dovuto agli stessi Carpi e Winspeare è opera di notevole rilievo: pianta a ferro di cavallo e Cappella/punto di osservazione centrale, ispirati ai principi del Panopticon del britannico Jeremy Bentham.
Nel 1808 le Isole Ponziane furono occupate dalle truppe napoleoniche di Gioacchino Murat, sottraendole al dominio borbonico.
Nel 1813 Ponza fu occupata dagli inglesi guidati dall'ammiraglio Carlo Napier, che venne nominato conte dell'isola. Ma due anni dopo il Trattato di Vienna restituì l'isola ai Borboni.
Nel 1857 Ponza fu raggiunta dalla spedizione del patriota Carlo Pisacane, che si era impadronito del Cagliari, un piroscafo che faceva la spola tra il capoluogo sardo e Genova. Giunto nel pomeriggio del 27 giugno a Ponza, Pisacane liberò i detenuti del carcere, con essi si recò a Palazzo Tagliamonte ove distrussero l'archivio dell'isola, e quindi ricostituì la sua spedizione contro il Regno delle Due Sicilie. L'impresa finì poi tragicamente, dopo lo sbarco di Sapri del 28 giugno.
Nel 1860, in vista della Battaglia del Volturno, la guarnigione borbonica veniva richiamata sulla terraferma. L'isola
rimase sotto controllo borbonico finché venne occupata dai garibaldini il 7 novembre 1860 e nel 1861 Ponza fu annessa al Regno d'Italia.
Nei primi anni del XX secolo i nobili Colonna si trasferirono a Terranova Pausania, l'attuale Olbia, attivando in Sardegna un'importante industria casearia. Li seguirono alcuni nuclei di ponzesi che resero operanti diversi esercizi commerciali, dedicandosi anche alla pesca, soprattutto nell'isola Tavolara.

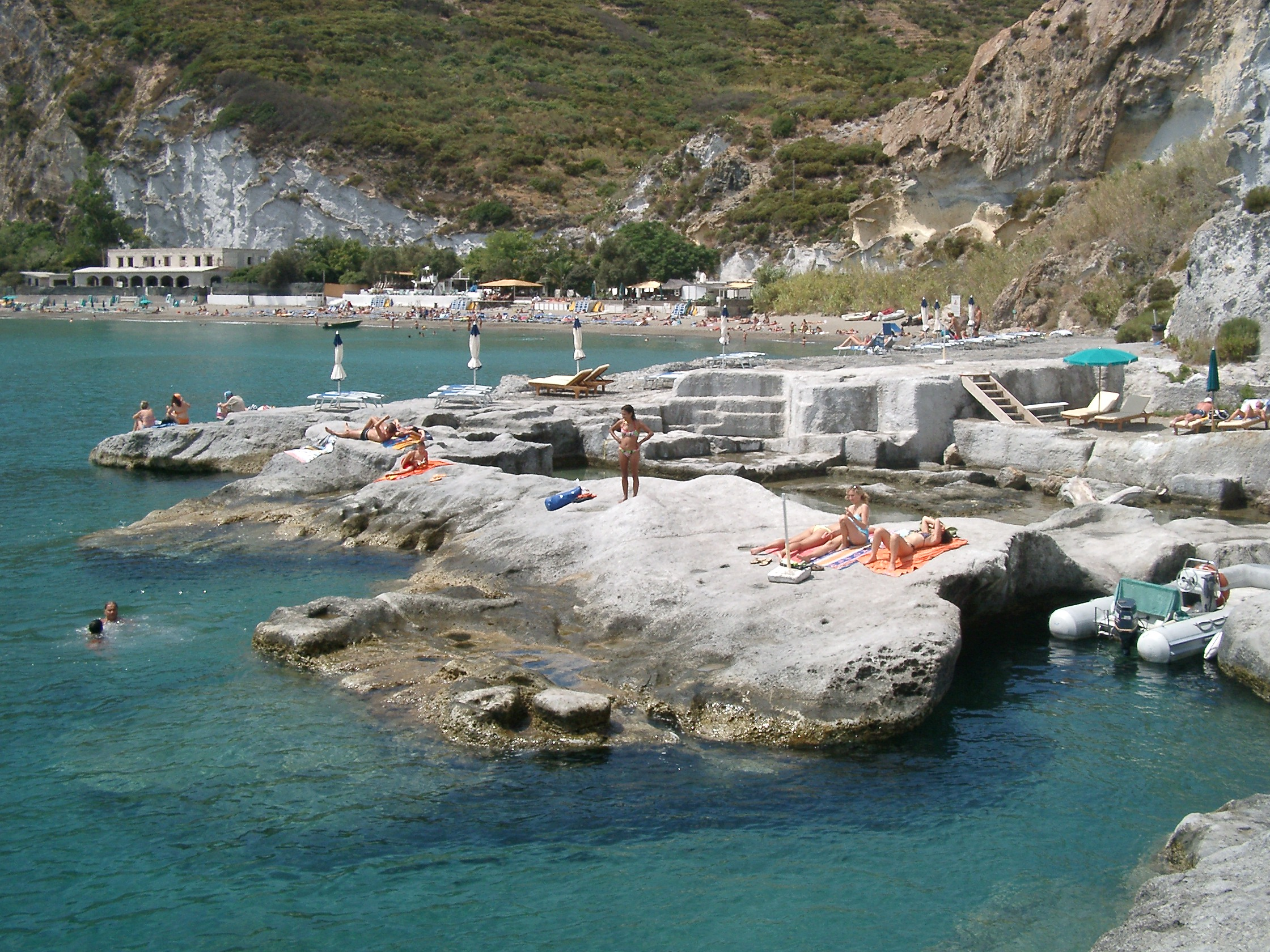
La spiaggia di Frontone e la vecchia miniera.

Nel 1928 il regime fascista destinò Ponza a luogo di confino degli oppositori politici. "Condannati" dalle apposite Commissioni provinciali, vi furono inviati, fra i tanti, Giorgio Amendola, Lelio Basso, Pietro Nenni, Alessandro Grassi Ormisda, Mauro Scoccimarro, Giuseppe Romita, Pietro Secchia e Umberto Terracini. Lo stesso Mussolini fu poi prigioniero nell'isola dal 27 luglio al 7 agosto 1943.
Nel 1935 venne avviato lo sfruttamento del giacimento di bentonite a Le Forna (miniera "Samip" - Società Azionaria Miniere Isole Pontine-), che rimase attivo fino al 1975. La realizzazione della miniera di Ponza costò l'esproprio di qualche terreno, ma diede lavoro a circa 150 uomini, oltre al traffico marittimo per il trasporto del minerale in continente. Tuttavia l'isola dovette pagare la devastazione di una delle sue cale più belle e non pochi casi di silicosi tra gli operai addetti.
Nelle località di Frontone e di Capobianco vi furono anche delle miniere di perlite (una matrice grigiastra di ceneri e lapilli debolmente cementata e inglobante dei proietti vulcanici nerastri e vetrosi), attualmente dismesse.

## Amministrazione e centri abitati
L'isola di Ponza forma con Zannone (disabitata), Palmarola (abitata solo nel periodo estivo) e Gavi (abitata da poche persone nei periodi estivi) il Comune di Ponza (9,87 km² con 3 107 abitanti).
Principale luogo e sede comunale è la cittadina di Ponza, posta nella parte centro-meridionale, sulla costa orientale. Vicine al centro di Ponza sorgono Guarini, Giancos, I Conti e Santa Maria, mentre a nord si trovano le località di Campo Inglese e di Le Forna.

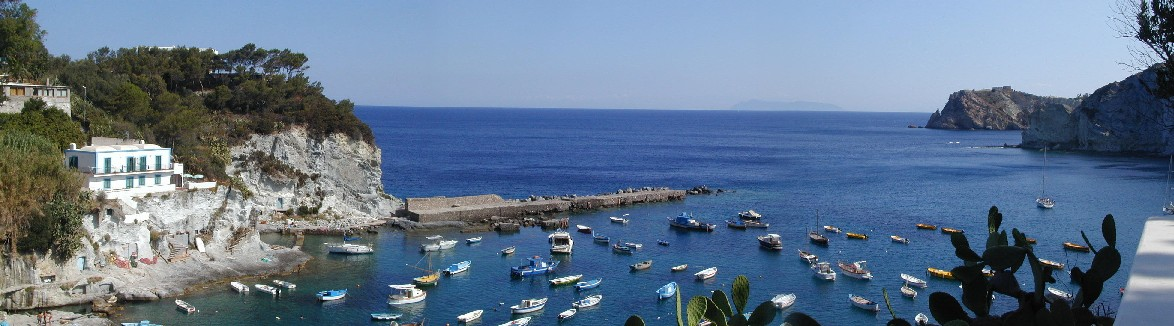
Cala Feola.

## Economia e collegamenti
Il settore trainante dell'economia locale è il turismo balneare. Ogni anno, specialmente d'estate, giungono sull'isola migliaia di bagnanti e appassionati di immersioni subacquee. Anche per questo i centri abitati sono disseminati di stabilimenti balneari, hotel, ristoranti e locali notturni, oltre che di diving center.
Parte degli abitanti si dedica inoltre alla pesca e, in misura minore, alla coltivazione della vite, anche se le attività agricole si sono molto ridotte dopo lo sviluppo del turismo.
Dotata di un sistema viario interno, l'isola è raggiungibile dalla terraferma grazie ad aliscafi (Vetor Aliscafi) e traghetti che collegano il porto di Ponza con Anzio, San Felice Circeo, Formia, Terracina e Napoli.

### Subacquea

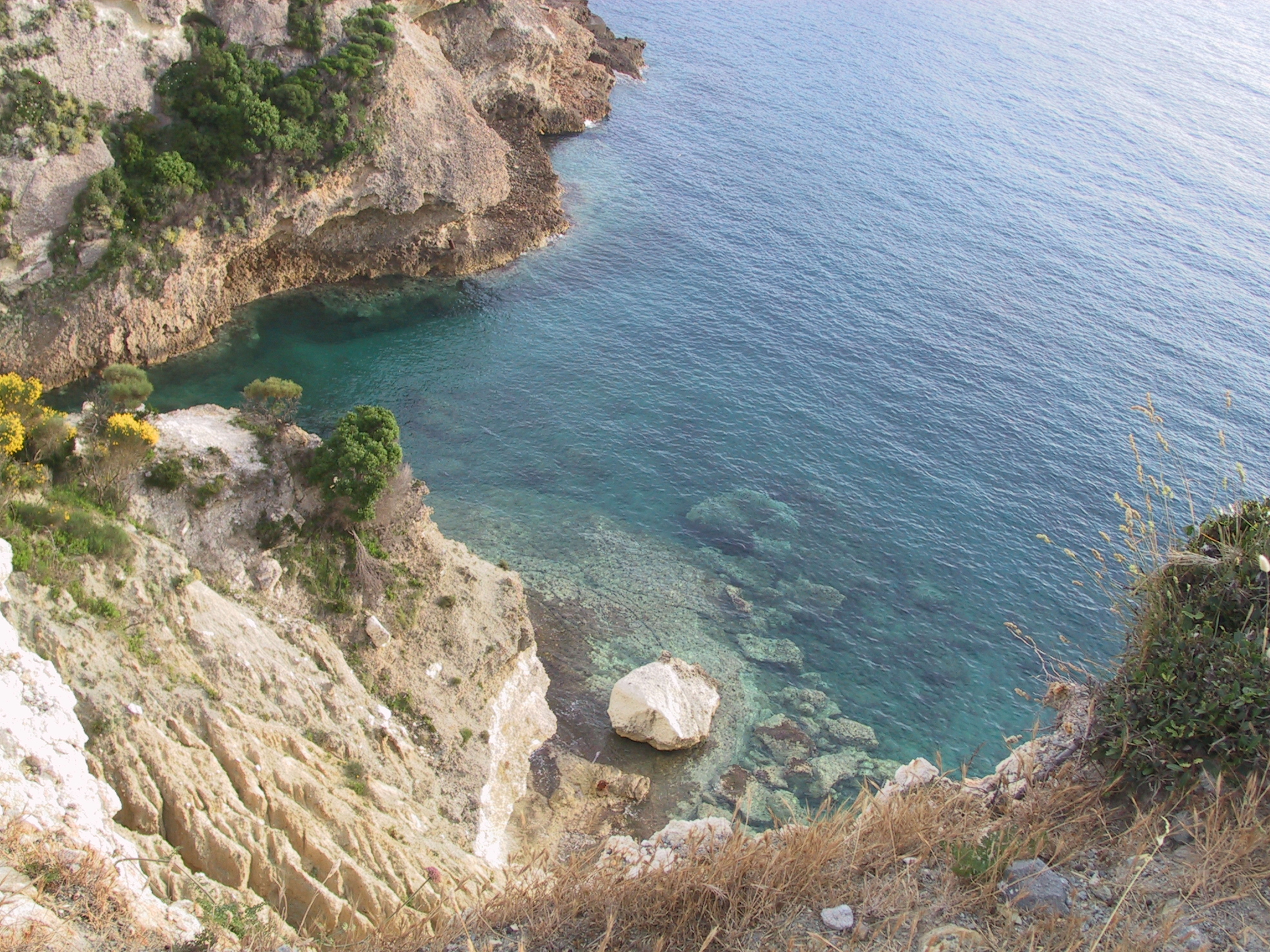
Il mare in prossimità di Punta del Papa.

Per via delle coste frastagliate, di origine vulcanica, che offrono un ambiente subacqueo estremamente vario, Ponza è visitata ogni anno da un gran numero di sub.
Vari i punti di interesse conosciuti:
- "Le Formiche", un gruppo di scogli affioranti, considerati[5] l'immersione più interessante dell'isola per via dei canaloni a 30 metri di profondità che si affacciano su un gradone che digrada fino a oltre 50 metri, dove la gorgonia rossa è visitata da murene e cernie;
- "Punta della Guardia", franata ricca di saraghi e cernie da un lato e parete dall'altro lato, fino a 42 metri di profondità;
- la "Secca di Mezzogiorno", che sale dal fondo marino a circa un miglio da Palmarola da 80 a 40 metri, ricoperta[5] di gorgonie rosse e abitata da aragoste, cernie e murene;
- lo "Scoglio della Botte", a otto miglia dall'isola, con due grotte situate a 36 e 27 metri di profondità.[6] Qui fanno da padroni i gamberi Plesionika narval, abbondantissimi all'interno;
- "Punta del Papa", rinomata per le gorgonie, una parete fino ai 36 metri di profondità[6] ricca di spaccature.

## Bibliografia

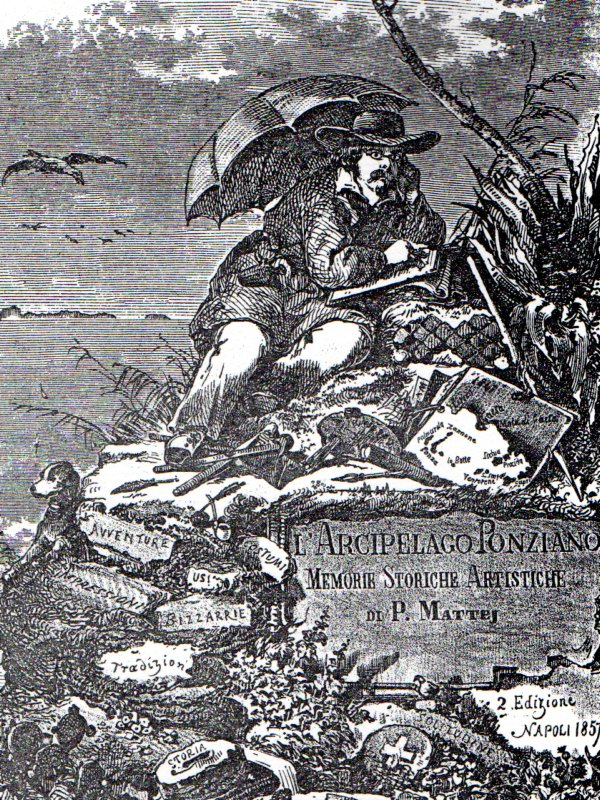
Pasquale Mattej, Frontespizio di "Arcipelago Ponziano" in bibliografia Mattej.